# Pârâul Pietros, Siret
Râul Pârâul Pietros este un curs de apă, afluent al râului Siret. 